# John Wallin
John Antinus Wallin, född 5 augusti 1892 i Göteborgs Haga församling, Göteborg, död 11 januari 1947 i Göteborgs Kristine församling, var en svensk skådespelare.

## Filmografi
- 1934 – Uppsagd